# Lily's e.p.
「Lily's e.p.」（リリーズ イーピー）は、Dragon Ashの9枚目のシングル。2000年11月29日発売。発売元はビクターエンタテインメント / HAPPY HOUSE。

## 解説
- 「Amploud」とは、Kjの考えた造語。
- 12インチアナログ「Amploud」(VIJL-60071)、「静かな日々の階段を」(VIJL-60072)同日発売[7]。
- テレビ東京系『JAPAN COUNTDOWN』のインタビューでボーカルのKjは、「3月か4月に出すアルバムのガイドe.p.シングル」と発言している[要出典]。

## 収録曲

### CD
- 作詞・作曲:Kj

1. Amploud [4:20]
  - 編曲:Dragon Ash
  - SONY「pepz」CMソング
2. 静かな日々の階段を [4:30]
  - 編曲:Dragon Ash
  - 東映配給映画『バトル・ロワイアル』主題歌。同映画の再編集版である『バトル・ロワイアル【特別篇】』でも主題歌として使用されている。
  - SONY「MDウォークマン」CMソング
3. 静かな日々の階段を (e.p. ver.) [4:17]
  - 編曲:Dragon Ash
4. Amploud (Modern Beatnik mix) [3:35]
  - 編曲:AIR

### アナログ盤

#### 「Amploud」
1. Amploud
2. Amploud (instrumental)
3. Amploud (a cappella)
4. Amploud (Modern Beatnik mix)
5. Amploud (Modern Beatnik mix instrumental)

#### 「静かな日々の階段を」
1. 静かな日々の階段を (e.p. ver.)
2. 静かな日々の階段を (e.p. ver. instrumental)
3. 静かな日々の階段を
4. 静かな日々の階段を (instrumental)

## 収録アルバム
オリジナル
- 『LILY OF DA VALLEY』 (#1,2)

ベスト
- 『The Best of Dragon Ash with Changes Vol.2』 (#3)
- 『LOUD & PEACE』 (#1,2)